# Digonopyla harmeri
Digonopyla harmeri ist eine Art der Landplanarien, die auf Sulawesi entdeckt wurde. Die Art ist der einzige Vertreter der Gattung Digonopyla.

## Merkmale
Digonopyla harmeri besitzt mehrere Pharyngen und Mundöffnungen. Im Kopulationsapparat befindet sich eine Gewebewand, die das männliche und das weibliche Atrium genitale trennt. Aufgrund dieser Trennung gibt es sowohl eine männliche als auch eine weibliche Geschlechtsöffnung, was für Landplanarien ungewöhnlich ist.

## Systematik
Ludwig von Graff ordnete die Art zunächst der Gattung Dolichoplana zu, wobei er jedoch nur die äußere Morphologie betrachtete. Ein viertel Jahrhundert später begutachtete Otto Fischer bei den gut erhaltenen, konservierten Exemplaren die innere Anatomie, indem er die Exemplare sezierte. Hierbei entdeckte er für bis dahin bekannte Landplanarien untypische Strukturen, weshalb er die Art der neu beschriebenen Gattung Digonopyla zuordnete.